# Ballistarius
Il ballistarius o balistarius (termine latino, al pl. ballistarii) era l'addetto alla balista, antico pezzo d'artiglieria e arma d'assedio di epoca romana. Essi appartenevano a quel gruppo di legionari privilegiati, chiamati immunes. Erano alle dipendenze di un magister ballistariorum (attestato fin dal II secolo), che a sua volta era coadiuvato da un optio ballistariorum (attendente alla cura del comandante) ed un certo numero di doctores ballistariorum (sott-ufficiali). Ogni legione, infine, poteva disporre fino a circa 60 tra catapulte e baliste.
La balista era un'arma da lancio a torsione, poiché sfruttava l'energia liberata dal rapido svolgimento di una matassa (di solito una corda di fibre, nervi, tendini o criniere di cavallo) per scagliare frecce, dardi, pietre e massi. Se carrotrasportabile prende il nome di "carrobalista". La balista di precisione è la catapulta. Tra i balistari erano compresi i manubalistarii, addetti alla balista trasportabile a mano, lo scorpione, e gli arcubalistarii, probabilmente dei balestrieri (l'uso della balestra presso i romani si ricava da alcune raffigurazioni artistiche e da passi in Arriano, che sostiene anche fosse usata a cavallo, e Vegezio). 
Nel compiere un assedio erano utilizzate sia macchine, scale, torri per la scalata o la demolizione delle mura nemiche, sia unità di artiglieria pesante come baliste (affidate ai cosiddetti ballistarii), per colpire gli assediati da lontano.
Con la riforma costantiniana dell'esercito romano le nuove legioni vennero create anche da reparti specifici dell'esercito romano come i Ballistari, che faceva parte delle legiones pseudocomitatenses.